# Joseph I. (Antiochien)

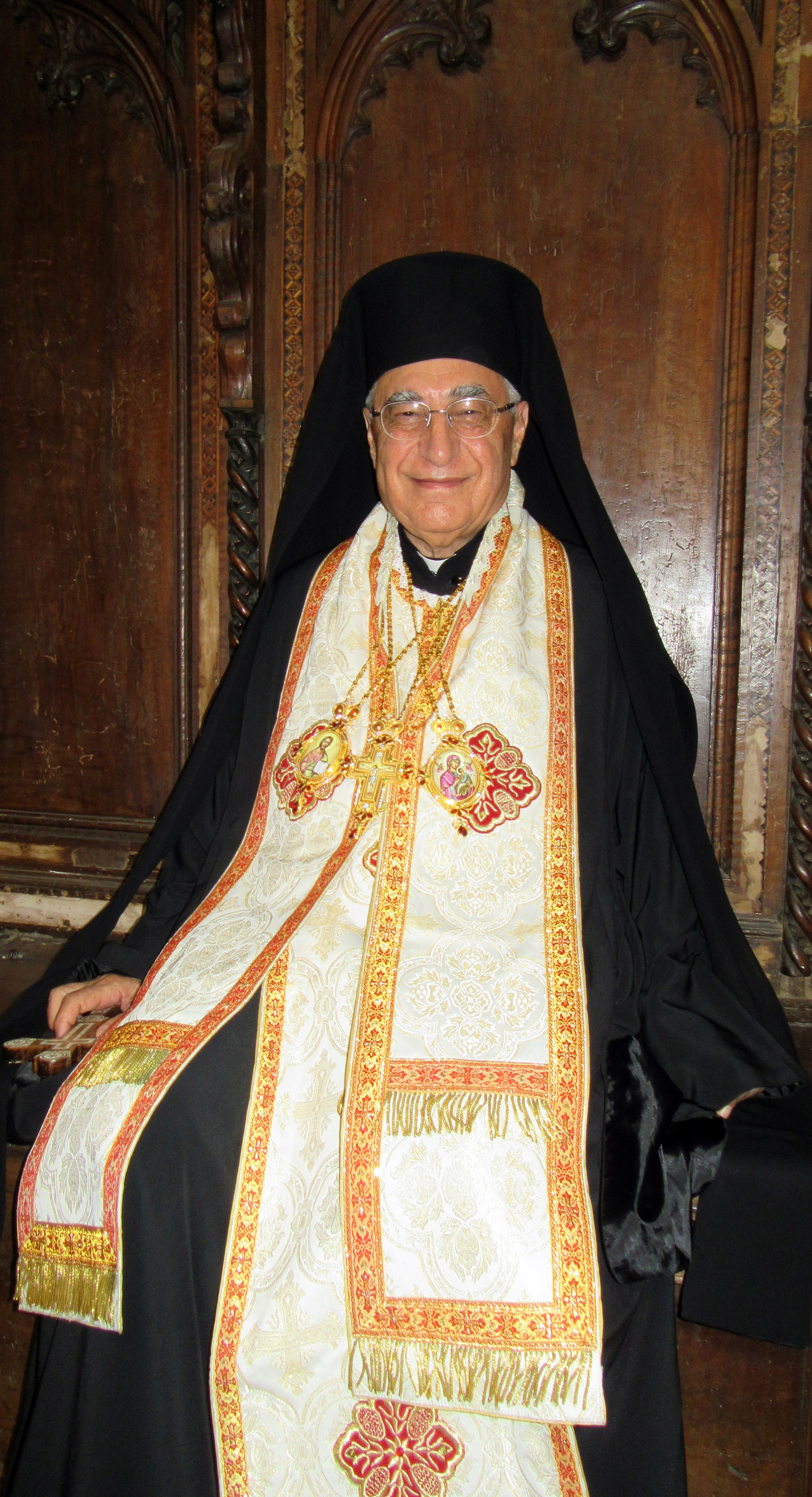
Joseph I., unten: sein Wappen als Patriarch von Antiochien

Joseph I. SMSP, gebürtig Youssef Absi (* 20. Juni 1946 in Damaskus), ist ein syrischer Geistlicher. Er ist Patriarch von Antiochien und dem Ganzen Orient, von Alexandrien und von Jerusalem und Oberhaupt der Melkitischen Griechisch-Katholischen Kirche, die mit der römisch-katholischen Kirche uniert ist.

## Kirchliche Laufbahn
Youssef (deutsch Joseph) Absi empfing am 6. Mai 1973 die Priesterweihe als Ordenspriester der Missionsgesellschaft des heiligen Paulus. Am 22. Juni 2001 wurde er zum Titularerzbischof von Tarsus dei Greco-Melkiti, Kurienbischof und Weihbischof im Patriarchat von Antiochien ernannt. Der Patriarch von Antiochien Erzbischof Gregor III. Laham BS und die Mitkonsekratoren Erzbischof Jean Mansour SMSP und Erzbischof Joseph Kallas SMSP spendeten ihm am 2. September 2001 die Bischofsweihe. Von 2001 bis 2006 war er Generalsuperior seiner Ordensgemeinschaft. Von 2007 bis 2017 war er Patriarchalvikar im Erzbistum Damaskus und löste Erzbischof Isidore Battikha ab, der das Amt des Erzbischofs von Homs übernahm. Er assistierte als Mitkonsekrator bei der Bischofsweihe von Yasser Ayyash zum Erzbischof von Petra und Philadelphia in Jordanien. Am 21. Juni 2017 wählte ihn die Synode der melkitischen Bischöfe als Nachfolger von Gregor III. Laham zum Patriarchen von Antiochien und dem Ganzen Orient, von Alexandrien und von Jerusalem. Am 22. Juni 2017 bestätigte ihn Papst Franziskus und am 3. Juli 2017 wurde er installiert.
Er ist Geistlicher Protektor des „Militärischen und Hospitalischen Ordens des Heiligen Lazarus von Jerusalem“ – Lazarus-Orden und Großmeister des Patriarchalischen Ordens vom Heiligen Kreuz zu Jerusalem.

## Aktivitäten
Joseph Absi ist seit 2001 Präsident der syrischen Caritas (Commission Commune de Bienfaisance (CCB)) und leitet mit drei hauptamtlichen Mitgliedern über 40 Projekte in Damaskus, Aleppo und Hassaké. Er komponierte für die Sängerin Marie Keyrouz und das L’Ensemle De La Paix eine Hymne, die auf der CD Cantiques De L’Orient veröffentlicht wurde.

## Zum Nahen Osten
Als Teilnehmer auf der Sonderversammlung der Bischofssynode zum Nahen Osten im Oktober 2010 gab er zum Abschlussbulletin eine Stellungnahme ab. Er mache die Feststellung, sagte er, dass in den unterschiedlichsten Texten meistens die Redewendungen wie „Es ist wichtig“, „Es ist notwendig“, „Es ist offensichtlich“, „Es ist sicher“, „Es muss“ oder „Wir müssen“ verwendet werde. Deshalb appelliere er an die Teilnehmer, dass diese obligatorischen Aussagen nach Abschluss der Synode in Aktionen umgesetzt werden. Eine weitere Forderung lautete: „Die Bischofskonferenzen der einzelnen Länder sollten sich von Zeit zu Zeit gemeinsam treffen. Man sollte den Bi-Ritualismus erlauben, so dass keine Pfarrei ohne Gottesdienst bleibt, ganz gleich zu welcher Kirche sie gehört.“